# Tonopah
Tonopah è un comune non incorporato e capoluogo della contea di Nye, Nevada, Stati Uniti. Si trova all'incrocio delle U.S. Routes 6 e 95, a circa metà strada tra Las Vegas e Reno. Al censimento del 2010, la popolazione era di 2 478 abitanti.

## Geografia fisica
Secondo lo United States Census Bureau, il census-designated place (CDP) di Tonopah ha un'area totale di 16,2 mi² (41,96 km²).

## Società

### Evoluzione demografica
Secondo il censimento del 2010, la popolazione era di 2 478 abitanti.

### Etnie e minoranze straniere
Secondo il censimento del 2010, la composizione etnica del CDP era formata dall'89,7% di bianchi, il 2,9% di afroamericani, lo 0,8% di nativi americani, lo 0,5% di asiatici, lo 0,3% di oceanici, il 2,7% di altri gruppi etnici, e il 2,9% di due o più etnie. Ispanici o latinos di qualunque etnia erano l'8,7% della popolazione.